# Sara Ryan
Sara Ryan (13 de noviembre de 1971) es una escritora y bibliotecaria estadounidense que vive en Portland, Oregón.

## Trayectoria
Ryan se crio en Ann Arbor, Michigan, donde se graduó en el instituto Pioneer High School en 1989.[cita requerida] Su primera novela, Empress of the World, se publicó en 2001 y es considerado por la Asociación de Bibliotecas de Estados Unidos (ALA) Best Book for Young Adults (Mejor libro para jóvenes adultos). La secuela, The Rules for Hearts, se publicó en 2007 y ganó el premio Oregon Book Award for Young Adult Literature de 2008.
También escribe novelas gráficas y es miembro de Periscope Studio. Junto con Carla Speed McNeil, publicó Bad Houses en 2013 de Dark Horse Comics.
Ryan es miembro del profesorado de la Escuela Superior de Bellas Artes de Vermont.
Abiertamente bisexual, está casada con el dibujante Steve Lieber.

## Obra

### Novelas
- Empress of the World (2001)
- The Rules for Hearts (2007)

### Novelas gráficas y arte secuencial
- Me and Edith Head (art: Steve Lieber) in Cicada v.4 no. 1 (Carus Publishing), 2002
  - Nominada al Premio Eisner a Mejor relato en 2002.
- "Family Story" (art: Steve Lieber and Jeff Parker) in Hellboy: Weird Tales #3, 2003
  - Recopilado en Hellboy: Weird Tales 1 (ISBN 1-56971-622-6, Dark Horse), 2003
- Flytrap (series)
  - Flytrap – Episode One: Juggling Act (art: Steve Lieber), 2005
  - Flytrap – Episode Two: Deep, too (art: Ron Chan), 2007
  - Flytrap – Episode Three: Over the Wall (art: Ron Chan), 2007
  - Flytrap – Episode Four: Performance Anxiety (art: Sarah Burrini), 2009
- Click (art: Dylan Meconis), 2007
- Einbahnstrasse Waltz (art: Cat Ellis), 2007
- Bad Houses (art: Carla Speed McNeil), 2013